# مقتل كاسي وودي
كاسي وودي (17 أكتوبر 1989 - 4 ديسمبر 2002) كانت مراهقة أمريكية من هولندا أركنساس، تم اختطافها وقتلها على يد ديفيد ليزلي فولر البالغ من العمر 47 عامًا من لا ميسا كاليفورنيا، والتقت به في غرفة دردشة ياهو كريستيان للمراهقين. كان فولر قد أطلق اسمه باسم ديف فاغن، وادعى أنه يبلغ من العمر 17 عامًا ويعيش في سان دييغو، واستخدم صورة رجل أصغر سنًا في ملفه الشخصي. سافرت فولر إلى أركنساس واختطفت كاسي من منزلها ليلة 3 ديسمبر 2002. وفي اليوم التالي تم العثور على جثتها في مؤخرة شاحنة صغيرة داخل وحدة تخزين في كونواي إلى جانب جثة فولر. بعد أن أطلق عليها النار أطلق النار على نفسه أيضًا. ظهرت قضية كاسي في الفيلم الوثائقي «تحقيق ديسكفري».\ ربما تكون هذه هي الحالة الأولى الموثقة جيدًا للبالغين محبي الأطفال الذين يستخدمون الإنترنت لخداع الضحية وخطفها وقتلها.
منذ مقتل كاسي أسس أصدقاؤها وعائلتها مؤسسة كاسي وودي، والتي تم إنشائها لتثقيف الآباء والأطفال حول الأخطار المرتبطة بالإنترنت.

## التفاعلات
لم يصدق والدا فولر المراسلين الذين أخبروهما بجريمة ابنهما ووفاته، لكن الشرطة تمكنت من إقناعهما. أراد والد فولر نيد الاتصال بريك وودي والد الضحية للتعبير عن تعازيه، لكن الضباط أحبطوا محاولته.
أقيمت جنازة كاسي في 9 ديسمبر، ودُفنت في مقبرة كنيسة ساوث كروسرودز في روز بود في أركنساس، بجانب والدتها. ودُفنت جونا ابنة عمها أيضًا في هذه المقبرة.
أسس أصدقاء وعائلة كاسي مؤسسة كاسي وودي، وهي منظمة غير ربحية مصممة لتعليم الآباء والأطفال حول أمان الإنترنت. صرح والدها ريك أن كاسي كانت تحب مساعدة الناس، وأنه أسس المنظمة كوسيلة للقيام بذلك على شرفها، وكذلك للمساعدة في منع الأطفال الآخرين من معاناة مصيرها.
في ربيع عام 2003 منح ريك السلطات الفيدرالية وسلطات الولاية الإذن لمشاركة قصة كاسي في برنامج تدريبي حول سلامة الإنترنت وإنفاذ القانون من قبل مكتب التحقيقات الفيدرالي يسمى «صور بريئة». في شهر يونيو من ذلك العام أصدر مكتب التحقيقات الفيدرالي رقعًا تصور دمية دب جالسًا بجانب جهاز كمبيوتر، مع قراءة شاشته «كاسي وودي 1989-2002» حتى يستعملها فريق عمل البرنامج.
في 3 ديسمبر 2012 وبعد 10 سنوات من يوم اختطاف كاسي، أقام أصدقاؤها وعائلتها قداسًا لها في مدرسة جرينبرير الثانوية.
توصف كاتشي بأنها فتاة ودودة ومهتمة للغاية، كانت قريبة جدًا من عائلتها وأصدقائها، وتضمنت هواياتها الشعر والغناء والرقص ولعب الساكسفون.